# Lee Kuan Yew
Lee Kuan Yew, CH (kinesisk: 李光耀, pinyin: Lǐ Guāngyào, staves også Lee Kwan-Yew; 16. september 1923 - 23. marts 2015) var Singapores første premierminister fra 1959 til 1990. 
Efter han gik af fra posten som premierminister bibeholdt han sin indflydelse på Singapores politik. Under Singapores anden premierminister, Goh Chok Tong, havde Lee posten som seniorminister. Han havde indtil sin død i 2015 stadig titel af ministermentor under sin søns regering, Lee Hsien Loong, efter han blev landets tredje premierminister den 12. august 2004. Lee Kuan Yew var uformelt kendt som "Harry" blandt venner og familie, hvorfor hans navn nogle gange skrives Harry Lee Kuan Yew, selvom dette fornavn aldrig blev brugt officielt.